# Фарзуллаева, Кюли Мавси кызы
Кюли Мавси кызы Фарзуллаева (азерб. Külü Mövsü qızı Fərzullayeva; 3 июля 1930, Пришиб, Астрахан-Базарский район — ?) — советский азербайджанский табаковод, Герой Социалистического Труда (1950).

## Биография
Родилась 3 июля 1930 года в селе Пришиб Астрахан-Базарского района Азербайджанской ССР (ныне город Гёйтепе Джалилабадского района).
В 1947—1978 годах — колхозница, звеньевая колхоза «Бакинский рабочий» Джалилабадского района. В 1949 году получила урожай табака сорта «Трапезонд» 25 центнеров с гектара на площади 3 гектара.
Указом Президиума Верховного Совета СССР от 17 августа 1950 года за получение высоких урожаев табака в 1949 году Фарзуллаевой Кюли Мавси кызы присвоено звание Героя Социалистического Труда с вручением ордена Ленина и золотой медали «Серп и Молот».
С 1978 года — пенсионер союзного значения.